# Apuleia leiocarpa
Apuleia leiocarpa ist ein Baum in der Familie der Hülsenfrüchtler aus dem nordöstlichen Argentinien, Paraguay, Bolivien, Peru, Brasilien bis ins nordwestliche Südamerika. Es ist die einzige Art der Gattung Apuleia.

## Beschreibung

### Vegetative Merkmale
Apuleia leiocarpa wächst als laubabwerfender Baum bis über 35 Meter hoch und gehört in relativ niedrigen saisonalen Regenwäldern zu den „Überstehern“, die über das Kronendach ragen. Der Stammdurchmesser erreicht bis zu 150 Zentimeter. Es werden Brettwurzeln ausgebildet. Die grau-braune bis gräuliche, relativ glatte Borke ist schuppig.
Die wechselständigen, kurz gestielten Laubblätter sind wechselnd unpaarig gefiedert. Der kurze Blattstiel ist bis etwa 1,2 Zentimeter lang, die Rhachis bis 8,5 Zentimeter, beide sind fein behaart. Die bis zu 15 eiförmigen bis elliptischen, ganzrandigen und stumpfen bis abgerundeten, seltener spitzen, rundspitzigen oder eingebuchteten, bis zu 6,5 Zentimeter langen, leicht ledrigen Blättchen sind kurz gestielt. Sie sind unterseits heller und fein behaart sowie oberseits fast kahl. Die kleinen Nebenblätter sind früh abfallend.

### Generative Merkmale
Apuleia leiocarpa ist andromonözisch, also mit zwittrigen und männlichen Blüten auf einem Exemplar. Diese Konstellation ist in der Familie der Hülsenfrüchtler selten. Es werden end- oder achselständige, gemischte, kurze und zymöse, thyrsige und fein behaarte Blütenstände mit mehrheitlich männlichen Blüten gebildet. Die kleinen, gestielten und weißen, duftenden Blüten sind dreizählig mit doppelter Blütenhülle, dies ist einzig in der Familie der Hülsenfrüchtler. Es ist ein sehr kleiner becherförmiger Blütenbecher ausgebildet. Die zurückgelegten Kelchblätter sind außen behaart, die ausladenden Kronblätter sind verkehrt-eiförmig und kurz genagelt. Die zwittrigen Blüten besitzen 2 kurze Staubblätter mit relativ breiten Staubfäden und einen ober-, mittelständigen, pelzig behaarten, kurz gestielten, länglichen Fruchtknoten mit kurzem, mehr oder weniger behaartem, dicklichem Griffel mit flacher, kopfiger, leicht zweilappiger, papillöser Narbe, die männlichen Blüten 3, selten 4, Staubblätter. Es können aber auch zwittrige Blüten vorkommen die 3 Staubblätter und 2 Stempel besitzen. Es sind jeweils Nektarien im Blütenbecher vorhanden.
Es werden elliptische, eiförmige bis verkehrt-eiförmig oder längliche, bis 4–7 Zentimeter lange, 1,5–2,5 Zentimeter breite, flache, dünne, mehrsamige und nicht öffnende, ledrige, fein samtig behaarte bis kahle, sehr leichte Hülsenfrüchte (Samara) gebildet. Die Früchte sind an einem Rand kurz geflügelt. Die bis zu vier, flachen und dunkelbraunen, glatten, etwa 5–7,5 Millimeter großen Samen sind rundlich bis elliptisch oder eiförmig.
Die Chromosomenzahl beträgt 2n = 28.

## Taxonomie
Die Gattung Apuleia wurde 1837 von Carl Friedrich Philipp von Martius in Flora; oder, (allgemeine) botanische Zeitung Band 20, Teil 2, Seite 123 beschrieben. Diese Beschreibung wurde gegenüber der älteren bei Joseph Gärtner 1791 konserviert. Das Basionym der Art Leptolobium leiocarpum wurde 1837 von Julius Rudolph Theodor Vogel in Linnaea; Ein Journal für die Botanik in ihrem ganzen Umfange Band 11 Teil 3, Seite 393 erstbeschrieben. Die Art wurde dann 1919 von James Francis Macbride in Contributions from the Gray Herbarium of Harvard University Band 59, Seite 23 als Apuleia leiocarpa (Vogel) J.F.Macbr. in die Gattung Apuleia gestellt. Der Gattungsname ehrt den antiken Schriftsteller Apuleius.

## Verwendung
Das Holz, bekannt als Garapa, ist begehrt.